# David Dale Owen
Pour les articles homonymes, voir Owen.
David Dale Owen, né le 24 juin 1807 à New Lanark, en Écosse et mort le 13 novembre 1860, est un éminent géologue des États-Unis à l'origine des premiers relèvements géologiques de l'Indiana, du Kentucky, de l'Arkansas, du Wisconsin, de l'Iowa et du Minnesota,.

## Biographie
David Dale est le troisième fils de Robert Owen, un réformiste gallois qui s'installe aux États-Unis et établit une expérience sociale à New Harmony, Indiana, où grandit David Dale. Il est probable que David Dale comme son frère Richard Owen (en), s'intéresse à la géologie en raison du partenariat de son père avec le géologue William Maclure. Il étudie pendant un an à Londres et acquiert un M.D. Diplôme en médecine du Medical College of Ohio à Cincinnati.  En même temps, il étudie à New Harmony de sa propre initiative et y ouvre un musée. Son premier travail géologique est, en tant qu'assistant, la géologie du Tennessee, en 1836. Il est nommé premier géologue de l'État d'Indiana (1837-1939). Dès 1839, il identifie les couches parmi les couches carbonifères du stade de Pennsylvanium du Carbonifère, nommées plus tard , en 1870, par Alexander Winchell (en) Mississippien. En raison de son excellent travail, il est appelé pour l'étude géologique de l'Iowa, du sud du Wisconsin et du nord de l'Illinois, qu'il accomplit en 1839 en peu de temps afin que des ventes foncières puissent commencer. Après cela, il est considéré comme le géologue leader dans le Midwest des États-Unis. De 1847 à 1849, il poursuit l'exploration du Wisconsin, du Michigan, de l'Iowa et du Minnesota sur un ordre gouvernemental, dont le lac Supérieur (en 1849, soutenu par son frère Robert et son assistant Joseph Granville Norwood (en)). Un objectif est d'identifier les dépôts de minéraux pour que le terrain puisse être vendu à un prix plus élevé. Il travaille comme géologue d'état du Kentucky en 1854-1857. 
Il est nommé géologue d'état de l'Arkansas en 1857, continuant aussi comme géologue du Kentucky sans solde. Il revient en Indiana comme géologue d'état en 1859-1860.

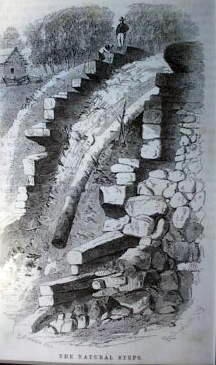
Dessin de 1859 par David Dale Owen du Natural Steps.

En 1852, il identifie un minéral sur la rive nord du lac Supérieur qu'il nomme thalite. Il pense avoir identifié un nouvel élément dans ce minéral, le thalium mais ne parvient pas à l'isoler. Il extrait néanmoins ce qu'il considère comme l'oxyde de l'élément qu'il nomme thalia.  Initialement le considérant comme un métal alcalino-terreux , Owen admet finalement que sa découverte est erronée : l'oxyde découvert est en réalité un mélange de chaux, magnésie et silice. Le minéral thalite s'est également avéré être une variété de saponite.
David Dale Owen meurt le 13 novembre 1860 à l'âge de 53 ans.
Un de ses frères est le géologue et le premier président de l'Université Purdue Richard Owen (en) (1810-1890).
Sa petite-fille est l'auteur Caroline Dale Snedeker (en).